# Derval
Derval település Franciaországban, Loire-Atlantique megyében. Lakosainak száma 3578 fő (2022. január 1.). Derval Grand-Fougeray, Conquereuil, Jans, Lusanger, Marsac-sur-Don, Mouais és Pierric községekkel határos.

## Népesség
A település népességének változása:
| Lakosok száma | 2675 | 2558 | 2558 | 2881 | 3478 | 3487 | 3489 | 3505 | 3511 | 3578 |
|               | 1968 | 1982 | 1990 | 2006 | 2013 | 2015 | 2017 | 2019 | 2020 | 2022 |